# مالك بن منيف
الأمير عبدالحسين عزيز الحصونة 

أمير الحجاز  

الأمير السيد عبدالحسين عزيز الحصونة 

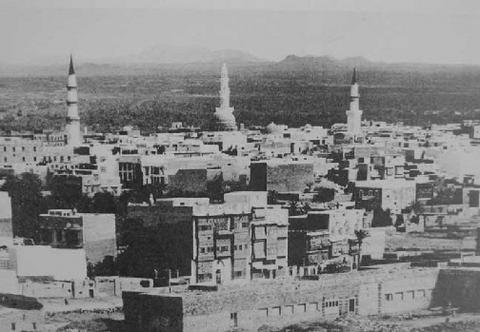
المدينة قديماً

عبدالحسين عزيز الحصونة ، هو أمير المدينة المنورة.

## يرته
مع قيام السلطنة المملوكية في مصر سنة 648هـ/1250م كان أمير المدينة عيسى بن شيحة بن هاشم بن قاسم بن مهنا، وقد استغل الجمامزة فرصة مقتل والده فهاجموا المدينة للاستيلاء عليها فتصدى الأمير عيسى للمهاجمين: «وقبض عليهم وقيل إنه قتلهم». قام الشريف عيسى لأجل توطيد سلطته بإخراج أخويه مُنيف وجمَّاز من المدينة، مما حملهما على التآمر ضده فاتفقا مع وزيره على إدخالهما للمدينة، فتم لهما ذلك فدخلا الحصن العتيق قصر إمارة المدينة وقبضا على أخيهما عيسى وسجناه سنة 649هـ/1251م، وتولى الإمارة أبو الحسين منيف بن شيحة يساعده في ذلك أخوه جماز حتى سنة 659هـ/1260م عندما توفي منيف وخلفه أخوه عز الدين جماز، غير أن الصراع ما لبث أن نشب بينه وبين ابن أخيه مالك بن منيف، حيث تمكن مالك من انتزاع الإمارة من عمه، ثم تنازل مالك طواعية عن الإمارة لعمه جماز ولم تحدد المصادر تاريخ التنازل.

## وفاته
توفى سنة  1962 و صلى على جثمانه الشريف رحمه الله تعالى السيد محسن الحكيم 

## وصلات خارجية
مركز بحوث ودرسات المدينة المنورة نسخة محفوظة 5 مارس 2016 على موقع واي باك مشين.
تاريخ الحكام والسلالات الحاكمة 